# Planetenspiel

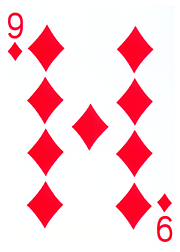
Die Karo-Neun wird als Planet bezeichnet.

Das Planetenspiel ist ein historisches Glücksspiel für bis zu sechs Personen mit einem Paket französischer Spielkarten zu 52 Blatt.
Die Karten des gesamten Pakets werden rechtsherum an die Spieler verteilt. Der erste Spieler, der eine Eins (d. h. ein Ass) besitzt, legt dieses ab und weiters eine Zwei, Drei, Vier und so fort, soweit es ihm möglich ist – ohne Rücksicht auf die Farben.
Kann er die Folge nicht mehr fortsetzen, hat er beispielsweise vom Ass bis zur Zehn ausgespielt und besitzt keinen Buben, so kommt die Reihe an seinen Nachbarn, bzw. wenn dieser auch keinen Buben besitzt, an dessen Nachbarn etc.
Auf diese Weise setzt sich das Spiel fort, bis ein Spieler alle seine Karten abgelegt hat und damit das Spiel gewinnt.
Die anderen Spieler müssen dem Gewinner so viele Spielmarken zahlen wie sie noch Augen in den Karten halten.
Eine besondere Bedeutung kommt bei diesem Spiel der Karo-Neun zu, welche der Planet heißt, und ähnlich einem Joker jeden beliebigen Wert ersetzen kann.
- Hält ein Spieler am Ende eines Spieles die Karo-Neun in seiner Hand, so muss er dem Gewinner die doppelte Augensumme bezahlen.

- Kann ein Spieler eine Spielrunde beenden, indem er als seine letzte Karte den Planeten spielt, so erhält zusätzlich zu seinem Gewinn den Inhalt des Planetenpots (vergleichbar etwa der Pagatkasse beim Tarock).